# Sened (llengua)
El tamazight de Sened és una llengua amaziga morta, parlada antigament a les localitats de Sened, Majoura (Tmagurt), Maïch i Sakket, a la governació de Gafsa, al centre de Tunísia, fins a mitjans del segle xx. En 1911 la gran majoria dels membres de la comunitat de Sened el parlaven encara, però en 1968 només el parlava la gent gran. L'estàndard ISO 639-3 i Ethnologue la classifiquen com a extinta.

## Història
En 1911 l'erudit Paul Provotelle va observar que dels habitants de la vila (aproximadament 5-6000 entre Sened i El-Naçeuria) "molts joves ja no saben com parlar amazic o només coneixen unes poques paraules." Antigament també havien estat amazigòfons els pobles propers de Bou-Amram, Sakkat i El Ayacha (Djebel Orbata), Oum el Aleg i Zannouch (Djebel Majourah)
Aleshores sembla que l'amazic encara era utilitzat per alguns ancians de Sakkat (Oulad Bou Saâd) i algunes famílies a Majourah (Tmagourt). A més dels factors culturals que faciliten l'arabització, no oblidem els factors naturals: segons l'informe de Provotelle, una epidèmia de tifus entre 1909 i 1910 va provocar més de 600 víctimes en Sened i voltants, un percentatge significatiu de la població.
En els anys 30 (entre 1932 i 1938) André Basset va visitar els llocs on es parlaven dialectes amazics de Tunísia i va publicar un informe succint el 1950, on afirmava que l'amazic encara es parlava a Tmagourt, tot i que era a la vora de l'extinció (en les dades del mapa que s'annexa a la publicació també hi ha algunes anotacions de la localitat).
El 1968 Penchoen assenyalava que a Sened només les persones grans parlaven amazic, i el 1991 Collins no va poder, en els dies que va estar a la zona, trobar parlants per incloure en la seva investigació sobre l'amazic de Tunísia. Alguns sostenen que encara hi ha probablement alguns parlants, però tan pocs que fan difícil la seva localització.

## Mostra
A partir d'una secció traduïda de l'èpica Taghribat Bani Hilal, detallant la incursió dels Banu Hilal, en el llibre de Provotelle Etude sur la Tamazir't ou Zenatia de Qalaât Es-sned (Tunisie) (1911). Les transcripcions àrab i francesa del text són reproduïdes sense canvis; en l'última, r' representa una fricativa uvular sonora, kh una fricativa uvular sorda, ch representa la sh anglesa, ou representa /u/ o /w/, i representa /i/ o /j/, i e representa schwa.
| Senet en alfabet llatí | Sened en alfabet aràbic | traducció literal | traducció literària |
| --- | --- | --- | --- |
| El Oukhti Diab Elalalia ienr'a Khlifa Ezzenati ill-is R'ida tenni zenneg n ezzimmel n ebboïs. Oumman El Alali, teskerkoust tenr'it-etch. Aou ienni zenneg n ezziml-is. Ienni Diab zenneg n ezziml-is, ious-es bâch aïenr'it. | الوختي دياب الاَلاَلَي ينغاَ خليفا الزناتي يليس غيداء تني زنق نزيمل نبويس - ومان الاَلاَلي - تسكركوست تنغيتتش او يني زنق نزيمليس - يني دياب زنق نزيمليس - يونس باش اّينغيت. | Quan Diab El Hilali va matar Khlifa Ezzenati, nora seva Ghida muntava part superior del cavall del pare d'ella. Em van dir que els-Hilalis, et-Té-mentit-morta per ell, no. Aquí-és-cavalca sobre de cavalls d'ell. Muntava Diab part superior del cavall-seu, va matar-la. | Quan Diab El Hilali va matar Khlifa Ezzenati, la seva filla Ghida va agafar el cavall del seu pare. Els Hilalis van dir "Has mentit, no el vas matar!. Està allà muntant el seu cavall. Diab va muntar en el seu cavall i va sortir a matar-la. |

## Diferències amb el tamazight de Tamezret
Hi ha algunes diferències amb el tamazight de Tamezret a nivell de pronunciació i de morfologia, com mostra la taula següent:
| Català   | Tamazight de Sened | Tamazight de Tamezret |
| -------- | ------------------ | --------------------- |
| cendra   | ighd               | erman                 |
| dir      | emmel              | enna                  |
| morir    | emmet              | ezzef                 |
| argent   | idrimen            | icemmen               |
| fill     | memmi              | afrux                 |
| filla    | illi               | tafruxt               |
| muntanya | adrar              | eddahrat              |
| vent     | atû                | adû                   |
| mar      | ilel               | ilil                  |
| vendre   | zenz               | zinz                  |
| peu      | târ                | adâr                  |
| mà       | fus                | afus                  |
| home     | argaz              | aryaz                 |